# 坎達瓦市鎮
坎達瓦市鎮 ，曾是拉脫維亞的一個市鎮，設立於1999年。坎達瓦自治市位於該國西部，人口10,057人，面積650.9平方公里，人口密度約15人/km2。
2021年7月1日，坎達瓦市鎮与其它市镇一起合并至圖庫姆斯市鎮。

## 外部連結
- 圖庫姆斯市鎮官方網站 （页面存档备份，存于） （拉脱维亚文） （英文）